# Møllevinge
En møllevinge overfører vindenergi til en vindmølle via aksler og tandhjul eller kamhjul. De nyeste vindmøller, produceret af bl.a. Vestas og Siemens har tre vinger, mens de ældre møller normalt havde fire vinger. Der findes dog eksempler på flere vinger, i Danmark findes f.eks. Segalt Mølle med seks vinger.
De gamle møller blev hovedsagelig anvendt til at male korn, mens de nye møller er konstrueret til at producere elektricitet.

## Konstruktion
Vingearmene er på møller med fire vinger oftest tilvirket af to stykker træ, således at hver arm udgør to vinger. Konstruktionen samles på langs ved krydsfortanding. Det kaldes også lasket vinge.. Mølleakslen, der bærer vingerne på de ældre møller, er skråtliggende og via et knaghjul forbundet til et stort vandretstillet kamhjul i toppen af møllen. Dette hjul kaldes ”krondrevet” og er normalt lavet af træ. Når møllen er i funktion, er "hathjulet" og krondrevet i indgreb, hvilket vil sige, at tænderne på hjulene er skubbet ind mellem hinanden.

## Sejlføring
De tidligste møller, stubmøllerne var forsynet med splitsejl som er træplader, der sættes på vingerne for at "fange" vindkraften. De ses stadig på bevarede stubmøller , f.eks. på Bornholm. Især i 1700- tallet blev møllerne forbedret. Bl.a. forsynede man vingerne med kludesejl, som på trods af udtrykket er rigtige sejl, der fremstilles af sejlmagere, der også laver sejl til skibe. Kludesejlene skal rigges omtrent på samme måde som på sejlskibene. Dette indebar at mølleren eller hans svende skulle op at klatre på vingerne for at påsætte sejlene. Svikningen, dvs. måden, hvorpå sejlene tilpasses vindretningen, blev oprindelig klaret manuelt ved at rulle sejlet ind eller ud. Denne proces blev lettet, da de de hollandske møller blev udstyret med galleri. De hollandske møller havde ligeledes oprindelig kludesejl, men i løbet af 1700-tallet udvikledes de teknologisk med klapper på vingerne, hvor mølleren kan regulere sejlføringen, mens møllen kører. Også vindrosen, der automatisk styrer møllens drejning i forhold til vindretningen er en opfindelse fra 1700-tallet, der letter møllerens arbejde.

## Signalering
Møllevingerne blev også anvendt til at signalere, især på landet, hvor mange møller kunne ses på lang afstand. Når møllevingerne ikke arbejdede, blev de låst i en position, som bl.a. kunne oplyse, om møllen gennemgik reparation eller manglede korn.

## Sårbarhed
Under optimale forhold holder vinger, der er tilvirket i træ, i ca. 25 år. Hvis samlingen af laskede vinger ikke er tæt, risikerer man råd i disse. Vingerne på de gamle møller var desuden ofte udsat for beskadigelse. Der findes mange beretninger om vinger, der er blevet revet af i stormvejr, hvor de kunne løbe løbsk og forårsage brande på grund af overophedning. I værste fald vælter hele møllen. Litteraturen nævner talrige eksempler på møller, der måtte nedrives efter stormskader, f.eks. Landsled Mølle på Lolland og Todbjerg Mølle nord for Århus. Mårslet Mølle nedbrændte ca. år 1900, fordi vingerne løb løbsk i stormvejr.  Omhyggeligheden i konstruktionen kan påvirke vingernes levetid, ikke blot på de gamle møller, idet de nye møllers metalvinger også kan være sårbare og kollapse i uvejr. 

## De fire grundtyper af møllevinger
- Kappel Mølle, hvor vingerne påføres kludesejl
- Karlebo Mølle med hækværk, her fotograferet med sejl på vingerne ved indvielsen af de nye vinger 4. august 2013
- Ramløse Mølles vinger, der har klapper, var i arbejde på håndværkets dag den 14. juli 2013
- Tvindmøllen er en relativt tidlig variant af den nye vingetype med tre vinger.

## Fire typiske stillinger for vingesignaler
Hvis vingerne står i positionen lodret/vandret, således at de danner et kors, signalerer det en kort pause eller sorg. I andre positioner kan de signalere:
- (1): Lang pause eller glæde
- (2): Mangel på korn
- 3): Igangværende reparation
- 4): Kort pause eller sorg [2]

- Skenkelsø Mølle er her bremset tæt på positionen "lang pause eller glæde"
- Heltborg Mølles vinger er her bremset tæt på positionen "mangler korn"
- Mølle i Shipley Sussex, England, hvis vinger også er bremset tæt på positionen "mangler korn"
- Oliemøllen "De Wachter", beliggende ved Zuidlaren i Holland med korslagte vinger, der signalerer sorg eller kort pause
- Melby Mølle i en position nær signalet "under reparation"